# Ревякин, Василий Андреевич
Василий Андреевич Ревякин (29 марта [10 апреля] 1893, Волковичи, Тульская губерния — 8 февраля 1975, Москва) — советский военачальник, генерал-майор (4 июня 1940 года). Депутат Московского совета, Комендант города Москвы.

## Начальная биография
Василий Андреевич Ревякин родился 29 марта (10 апреля) 1893 года в селе Волковичи (ныне — в Заокском районе Тульской области).

## Военная служба

### Первая мировая и гражданская войны
В октябре 1914 года призван в ряды Русской императорской армии и направлен рядовым в 40-й запасной полк, дислоцировавшийся в Одессе, а затем убыл в 54-й Минский полк, после чего Ревякин, находясь на должности командира взвода, принимал участие в боевых действиях на Западном фронте.
В апреле 1917 года старший унтер-офицер Ревякин с маршевой ротой убыл на Румынский фронт, однако в августе того же года дезертировал из рядов армии и вскоре вступил в красногвардейский отряд Лантула, дислоцировавшийся в Днепропетровске, где служил командиром взвода. В декабре 1918 года назначен на должность командира отделения Инструкторского батальона там же. В составе отряда принимал участие в боевых действиях против гайдамаков[каких?], а затем — против войск под командованием генерала А. И. Деникина.
В марте 1919 года направлен на учёбу на 1-е Харьковские командные курсы, после окончания которых в июле того же года служил командиром роты на Южном фронте сначала в составе курсантской бригады, затем в 1-м Сумском и 2-м крепостном полках, а с марта 1920 года — в составе 14-го отдельного запасного батальона (14-я армия). В течение 1919 года в ходе боевых действий был ранен и контужен.

### Межвоенное время
В феврале 1921 года Ревякин назначен на должность коменданта штаба 3-го стрелкового полка, дислоцированного в Черкассах, а в феврале 1922 года — на должность командира взвода 42-х Черкасских пехотных командных курсов. В октябре того же года был уволен в запас.
В январе 1924 года вновь был призван в ряды РККА и назначен на должность командира роты 73-го стрелкового полка (25-я стрелковая дивизия, Украинский военный округ), дислоцированного в Полтаве. В октябре 1925 года направлен в 7-й стрелковый полк (3-я Крымская стрелковая дивизия), дислоцированный в Севастополе, где служил на должностях командира роты и командира батальона. В 1926 году сдал экстерном за нормальную военную школу, а в 1928 году окончил Стрелково-тактические курсы «Выстрел».
В ноябре 1931 года Ревякин назначен на должность командира отдельного пулемётного батальона, дислоцированного в селе Белокоровичи (Олевский район, Житомирская область), в апреле 1933 года — на должность помощника начальника 2-го отдела штаба Украинского военного округа, а в феврале 1935 года — на должность помощника начальника 9-го отдела штаба Киевского военного округа.
После окончания вечернего факультета Военной академии имени М. В. Фрунзе в ноябре 1936 года назначен на должность командира 286-го стрелкового полка (96-я стрелковая дивизия), в апреле 1938 года — на должность помощника командира 51‑й стрелковой дивизии, в июле 1938 года — на должность командира 60‑й стрелковой дивизии, а в сентябре 1939 года — на должность военного коменданта Москвы. В марте 1941 года приказом НКО СССР Ревякин был назначен заместителем командира 7-го механизированного корпуса, но в должность не вступил. В мае того же года приказ о назначении был отменён.

### Великая Отечественная война
С началом войны генерал-майор Ревякин находился на прежней должности.
В октябре 1941 года назначен на должность заместителя командующего 43‑й армией, а 31 декабря того же года — на должность командира 8‑й гвардейской стрелковой дивизии, которая принимала участие в боевых действиях в ходе битвы за Москву. С 30 января 1942 года исполнял должность командира 160-й стрелковой дивизии, которая, находясь в окружении, вела боевые действия в районе Вязьмы. 16 февраля того же года назначен на должность командира 1-й гвардейской мотострелковой дивизии, ведшей боевые действия на вяземском направлении, а затем на ржевском направлении. 13 декабря Ревякин был отстранён от занимаемой должности и зачислен в резерв Западного фронта.
13 января 1943 года назначен на должность командира 164-й стрелковой дивизией, которая вскоре принимала участие в боевых действиях в ходе Смоленско-Рославльской наступательной операции, освобождении города Починок, а также в форсировании рек Десна и Хмара.
1 января 1944 года назначен на должность командира 65-го стрелкового корпуса, который принимал участие в ходе наступательных боевых действий в районе Витебска. С конца февраля того же года Ревякин находился на лечении в госпитале и после выздоровления в июне направлен в командировку на 1-й Белорусский фронт в качестве представителя Ставки ВГК, после чего в составе ряда армий фронта участвовал в боевых действиях в районе Варшавы, а также в форсировании рек Висла, Западный Буг и Нарев.
В январе 1945 года генерал-майор Ревякин был откомандирован в распоряжение уполномоченного СНК СССР по делам репатриации граждан СССР из Германии и оккупированных ею стран и в феврале того же года назначен на должность помощника уполномоченного СНК СССР по делам репатриации граждан СССР.

### Послевоенная карьера
После окончания войны находился на прежней должности.
С марта 1946 года находился в распоряжении Главного управления кадров Министерства обороны СССР. В мае того же года назначен на должность начальника, в ноябре 1949 года — на должность заместителя начальника Высших стрелково-тактических курсов «Выстрел», а в мае 1951 года — на должность начальника кафедры тыла, снабжения и войскового учёта Военного факультета при Московском финансовом институте.
Генерал-майор Василий Андреевич Ревякин в сентябре 1953 года вышел в запас. Умер 8 февраля 1975 года в Москве. Похоронен на Введенском кладбище (23 уч.).

## Награды
- Орден Ленина;
- Пять орденов Красного Знамени;
- Орден Кутузова 2 степени;
- Орден Красной Звезды
- Медали[3].

## Воинские звания
- Майор (24 декабря 1935 года);[источник не указан 844 дня]
- Комбриг (30 сентября 1939 года);[4]
- Генерал-майор (4 июня 1940 года)[5].

## Память
В честь генерала Ревякина названо множество посёлков, деревень, сёл, железнодорожная станция.